# Liste de fourchettes
Cet article recense différents types et dénominations de fourchette de table ou de cuisine.

## Fourchettes par dénomination
- Fourchette à chaudron[1]
- Fourchette à chocolat
- Fourchette à cornichons

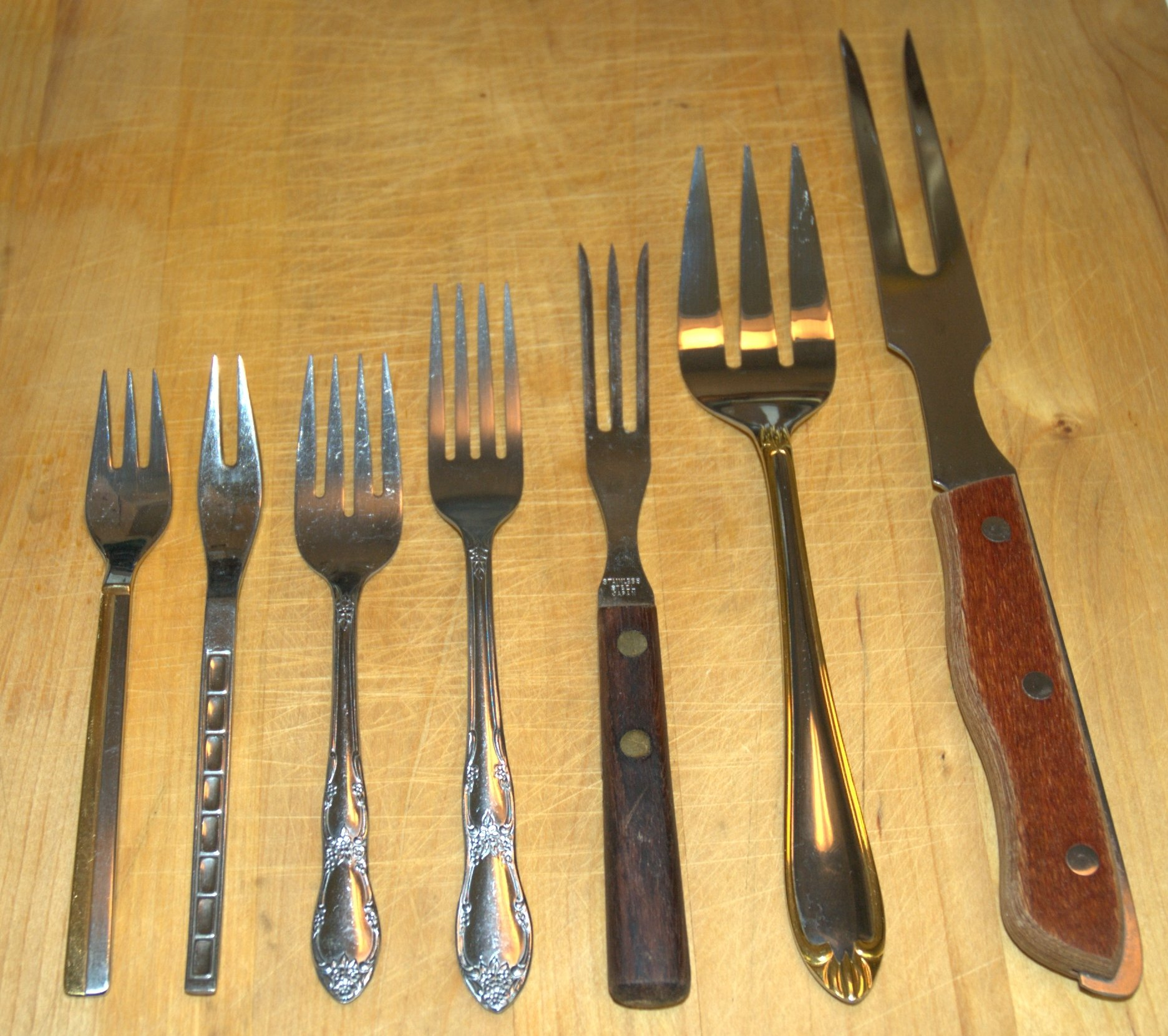
De gauche à droite : fourchette à dessert, à pickles, à salade, de table, à viande froide, de service et à découper.

- Fourchette à crustacés (ou fourchette à fruits de mer, fourchette à homard, ou parfois à crabe ou à langouste).
- Fourchette à currywurst (en)
- Fourchette à découper
- Fourchette à dessert[2]
- Fourchette à entremets
- Fourchette à escargot
- Fourchette à fondue
- Fourchette à fromage
- Fourchette à gâteau
- Fourchette à gibier
- Fourchette à gigot
- Fourchette à huitres[3]
- Fourchette à lard
- Fourchette à mangue
- Fourchette à melon
- Fourchette à noix
- Fourchette à ognon
- Fourchette à pickles
- Fourchette à poisson
- Fourchette à pomme de terre
- Fourchette à pot (ou fourchette à feu)[4]
- Fourchette à pot-au-feu
- Fourchette à ragoût[5]
- Fourchette à rôtir
- Fourchette à salade
- Fourchette à sardines
- Fourchette à saucisson
- Fourchette de service
- Fourchette à spaghetti
- Fourchette de table
- Fourchette à tremper
- Fourchette à viande
- Fourchette à viande froide
- Spork (ou cuillère-fourchette)

Quelques images de fourchettes
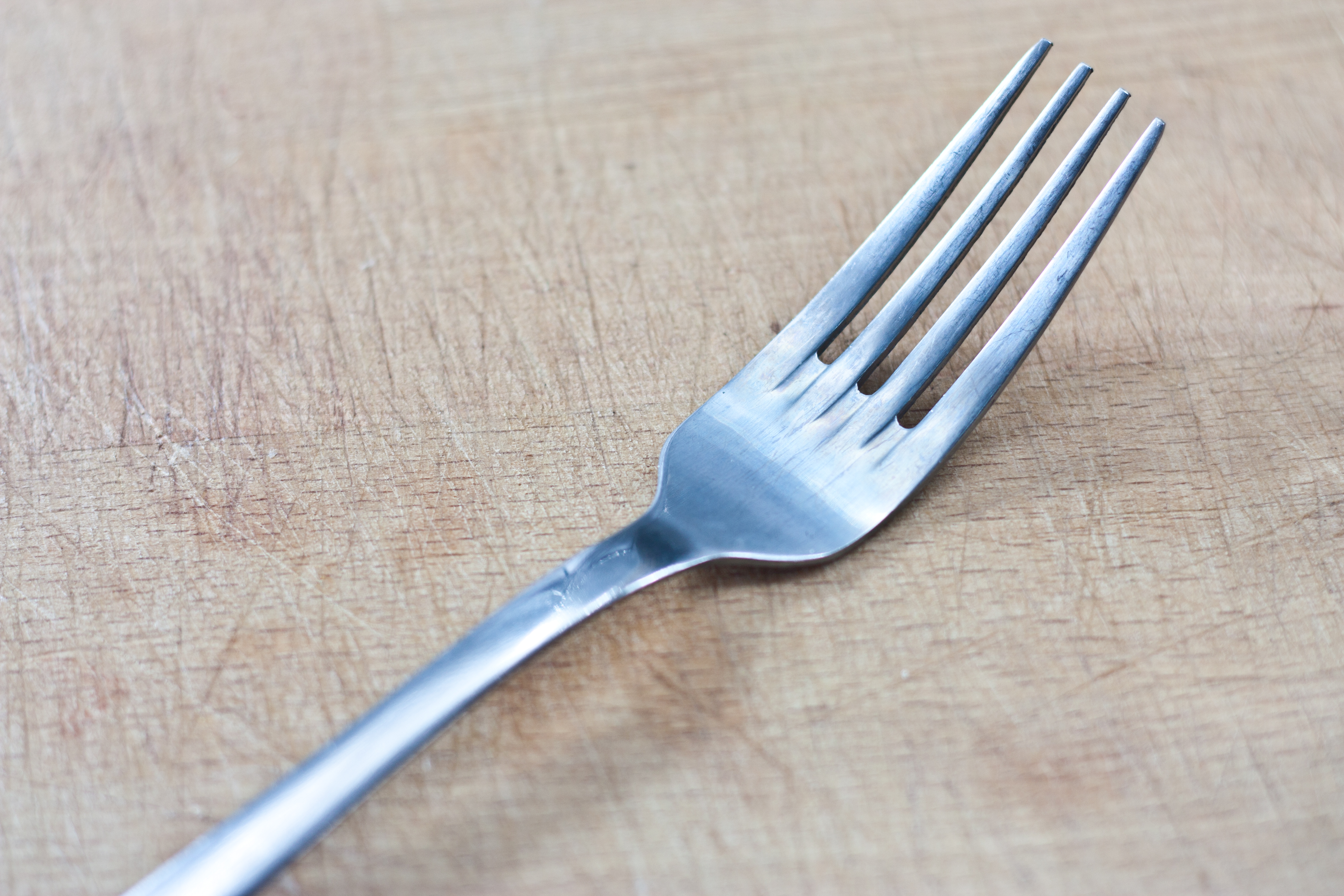
Une simple fourchette.
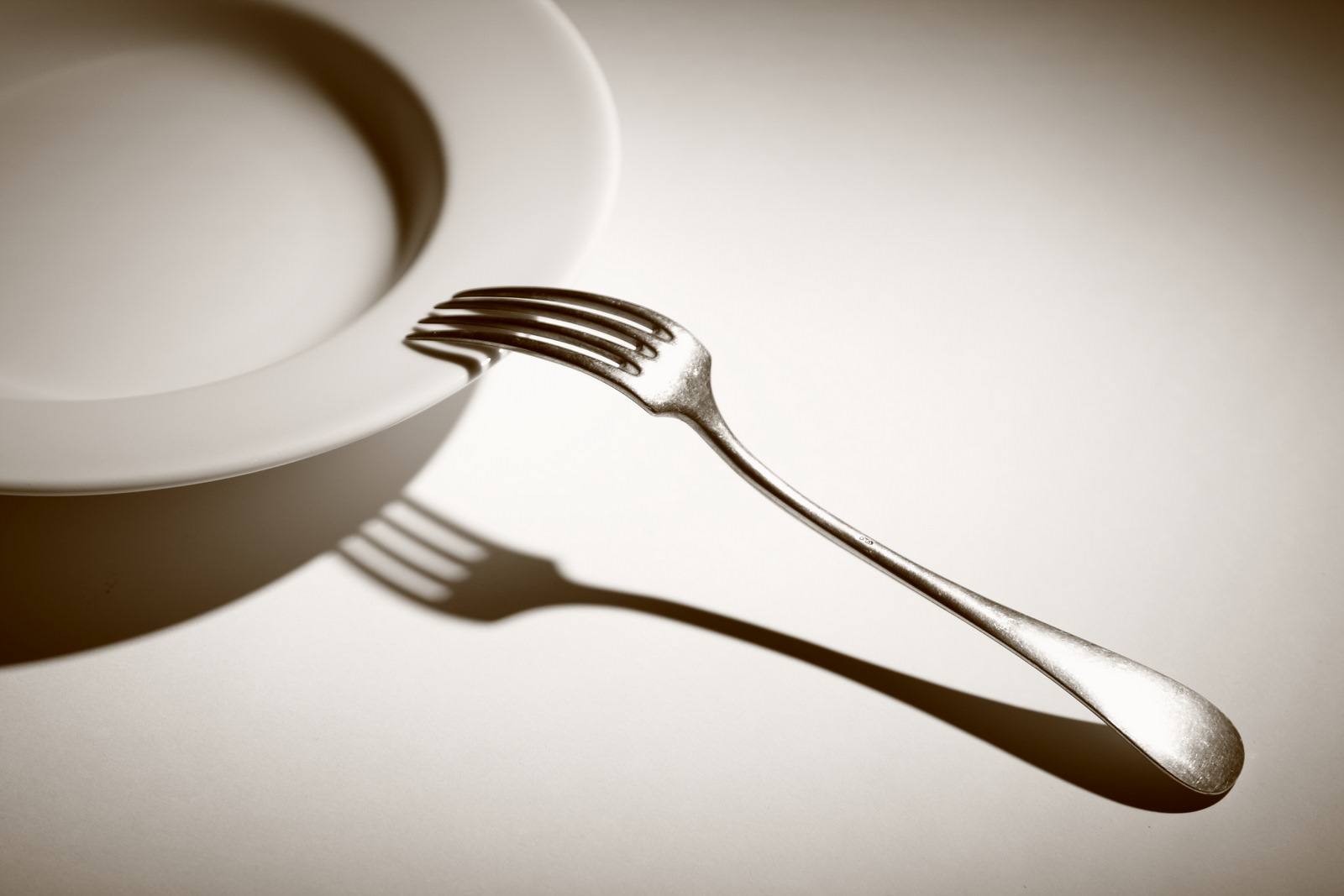
Fourchette aux dents posées sur un bord d'assiette (inspiré d'André Kertész).
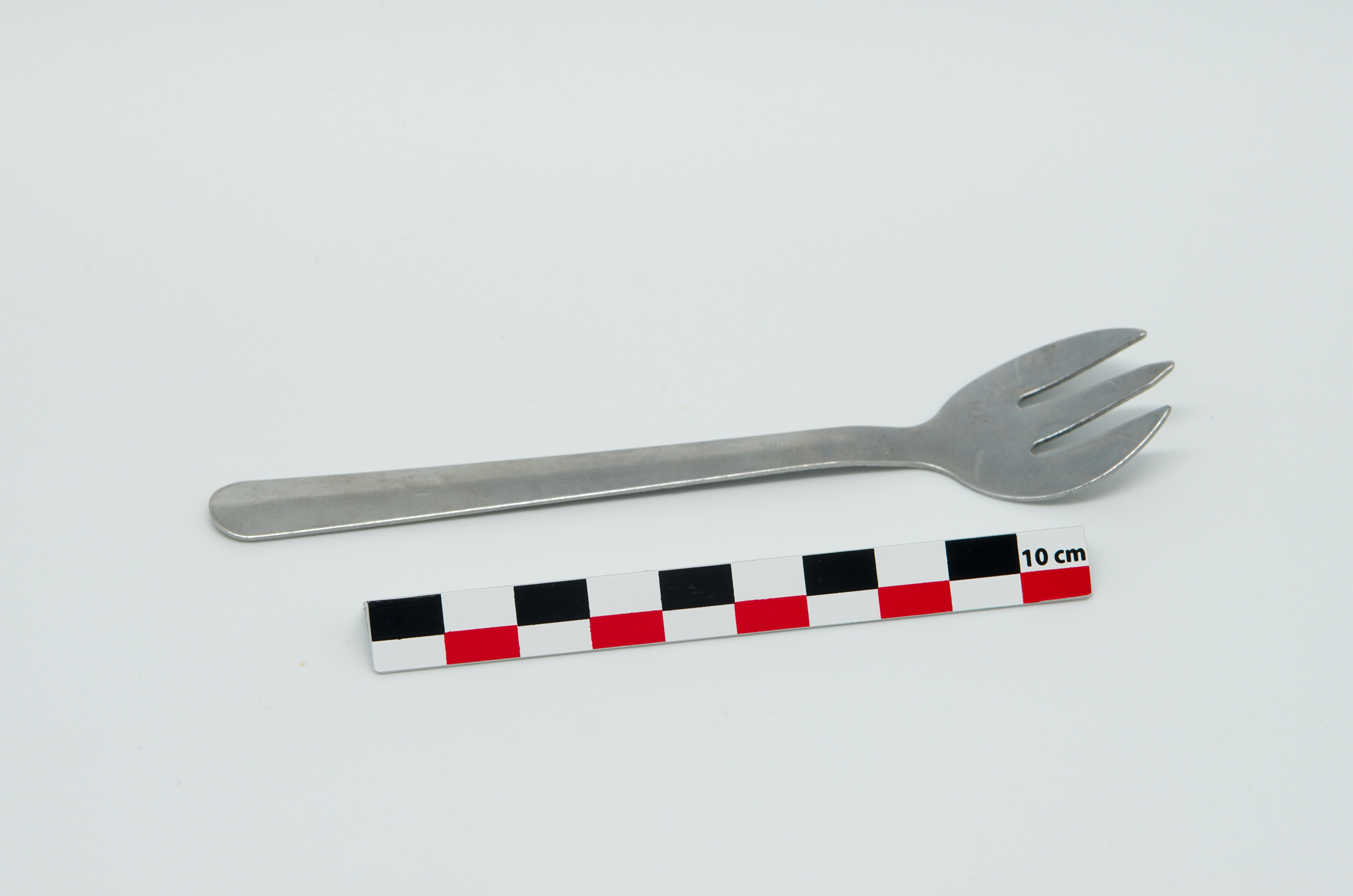
Une fourchette à huitres.
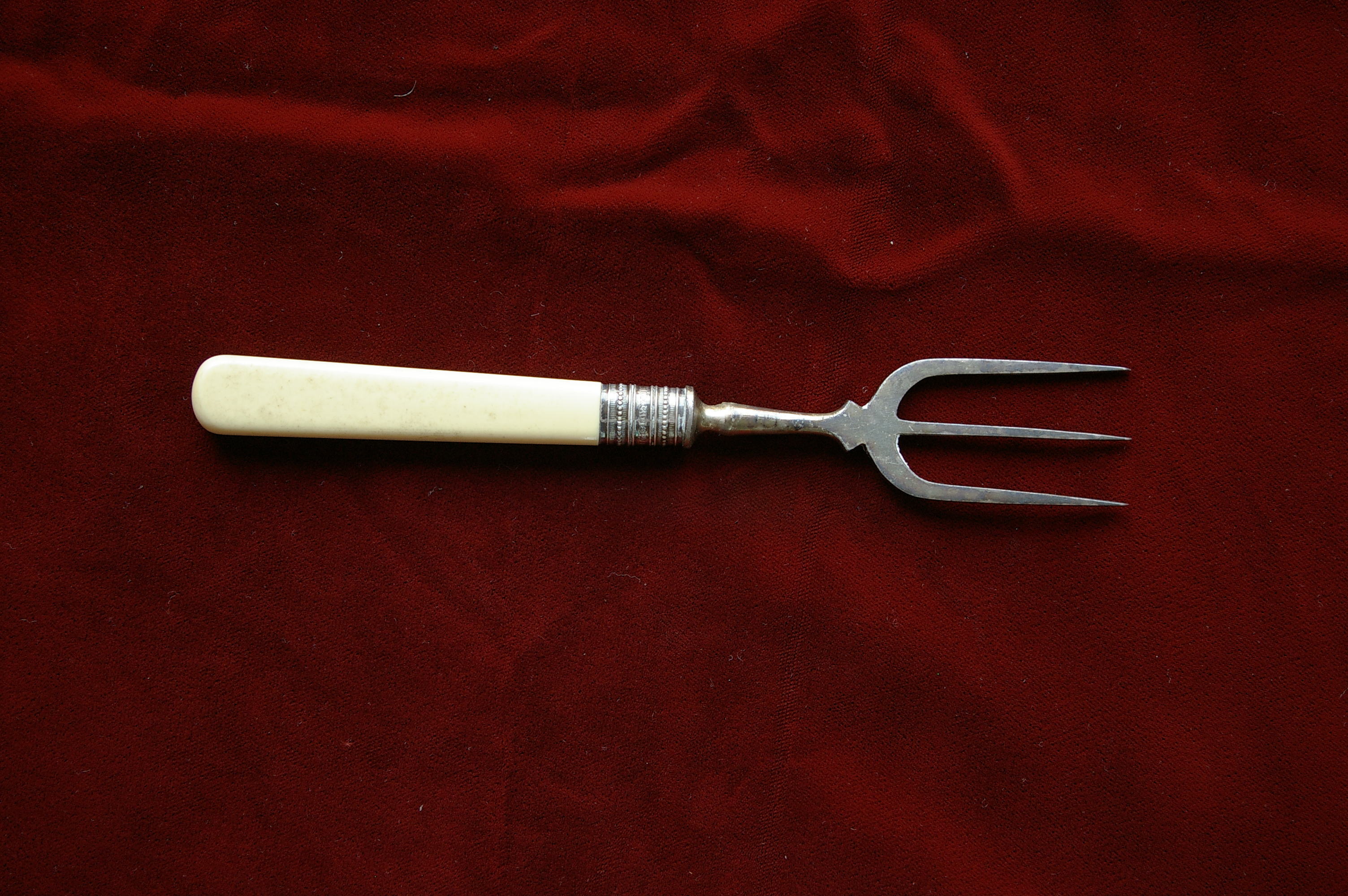
Une fourchette à poisson.
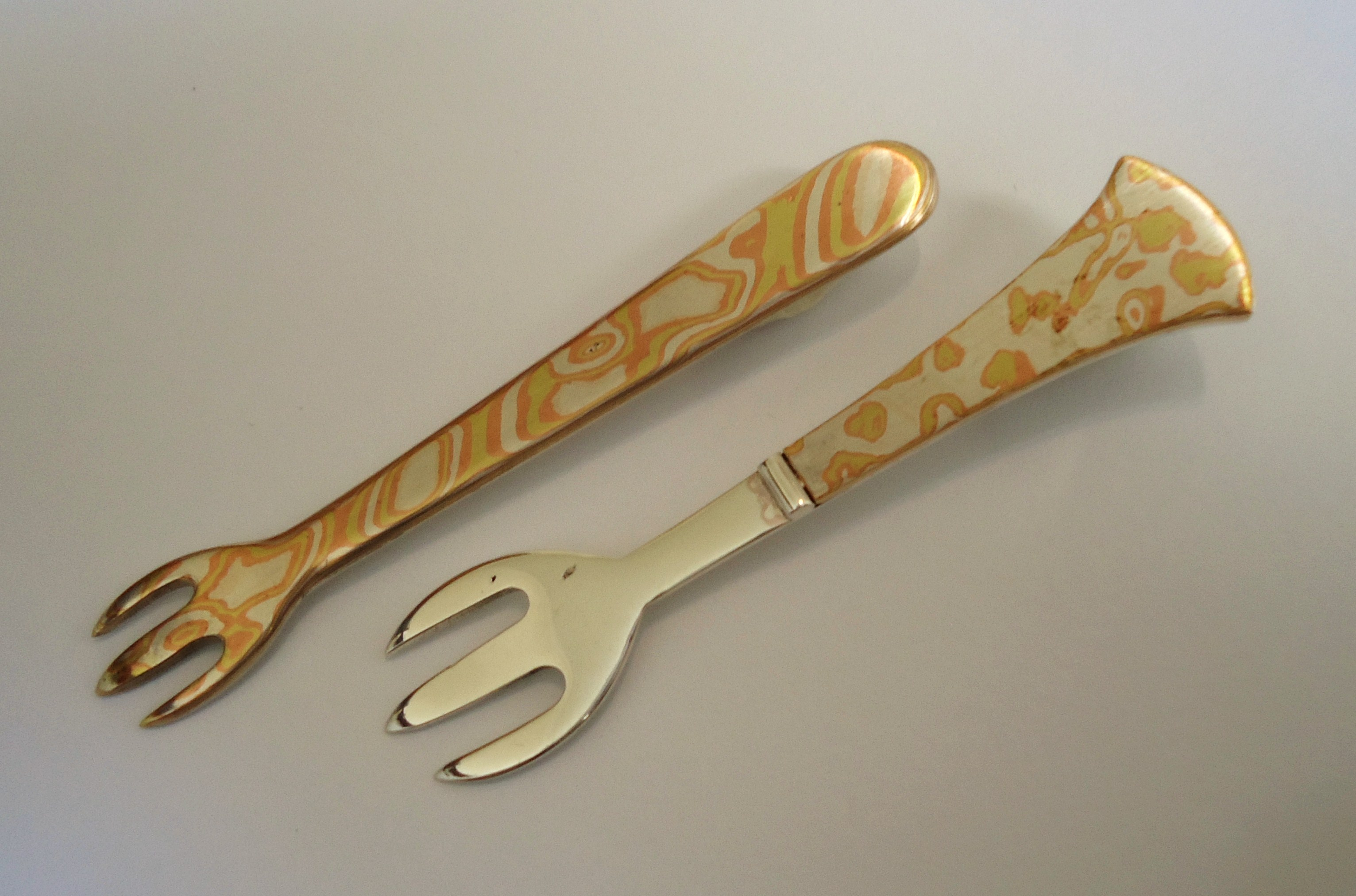
Deux fourchettes en argent et mokume-gane.
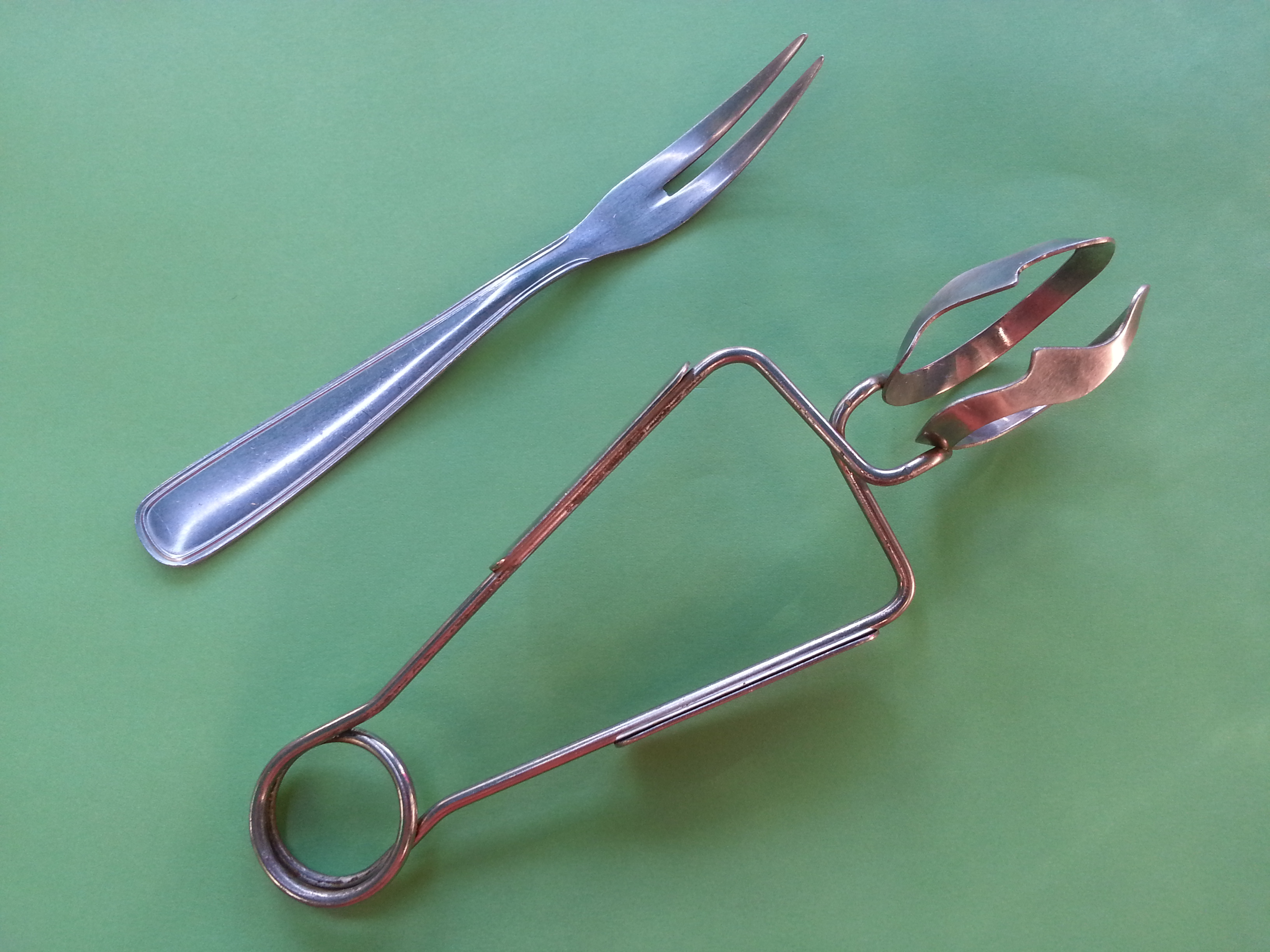
Pince et fourchette à escargots.
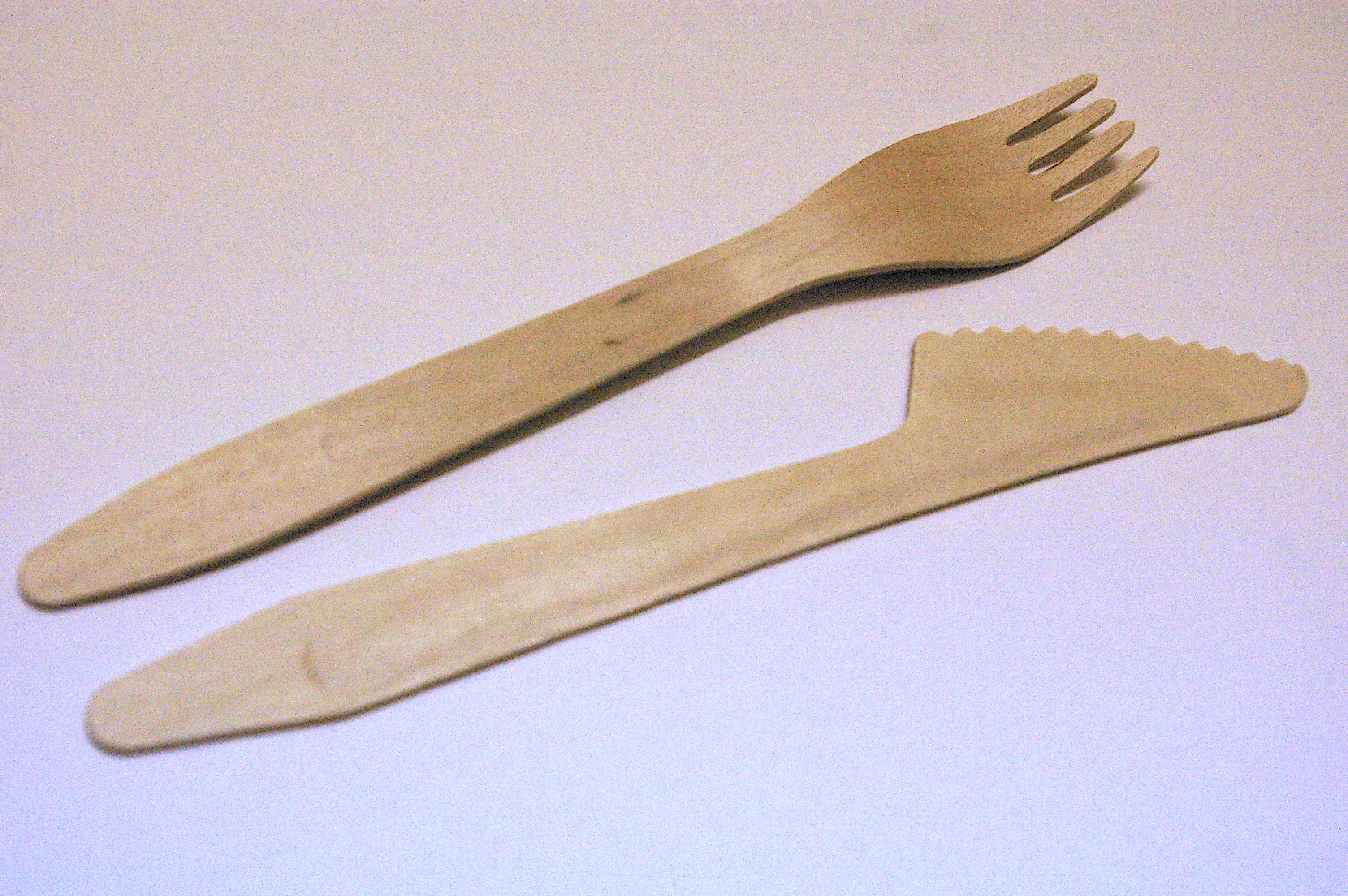
Couteau et fourchette en bois.
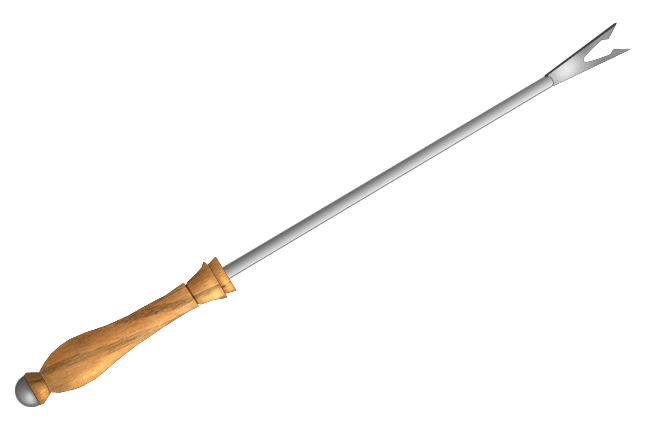
Fourchette à fondue.